# Monstro de Guaianases
Benedito Moreira de Carvalho (Tambaú, 10 de agosto de 1909 — Franco da Rocha, 08 de outubro de 1977), também conhecido pelas alcunhas de "Monstro de Guaianases", "Monstro de Guaiauna" e "Estrangulador Loiro", foi um serial killer e pedófilo brasileiro responsável pela morte de 8 meninas e mulheres na região metropolitana de São Paulo, no ano de 1952. Benedito foi considerado o maior assassino em série da década de 1950 no Brasil.

## Biografia

### Infância e vida adulta
Benedito Moreira de Carvalho nasceu em 1909, no município de Tambaú, no norte do Estado de São Paulo. Era órfão de mãe, falecida no parto, sendo criado pelo pai em uma família de 12 irmãos.

Segundo o mesmo, sua infância foi atribulada pela violência doméstica causada por seu pai:
"Eu tive uma infância muito infeliz. Meu pai me castigava por qualquer coisa e me batia na cabeça. Volta e meia eu levava alguns socos na orelha, na testa ou na nuca e chegava até a ficar tonto. Palavra que cheguei muitas vezes a ficar com raiva dele. Cresci assim, largado (...)".
 Em 1928 ingressou na Força Pública do Estado de São Paulo (atual Polícia Militar) onde serviu por nove anos, atuando como membro do Corpo de Bombeiros. Contudo, foi expulso da corporação em dezembro de 1936 por ter praticado um delito sexual. A partir disso, passou a trabalhar em empregos diversos, como carpinteiro, ajudante de pedreiro e ajudante de mecânico, sempre em curtos períodos.
Casa-se em 1930 com Marina Ferreira de Almeida, tendo um filho e uma neta. Era reconhecido pela família como um bom esposo e pelos vizinhos como um homem educado, respeitador e bom conversador.
 

Entretanto, de acordo com o próprio Benedito, seus transtornos sexuais eram persistentes, de forma que ele buscou tratamento médico. Não podendo arcar com o alto valor da internação, buscava curandeiros que recomendavam chás para controlar seus impuldos. Em entrevista à imprensa, Benedito declara:  
"Eu sou um homem doente desde pequeno. Procurei um médico e ele diagnosticou excessiva virilidade, recomendando-me um tratamento que durava um ano de hospital e me custaria, somente no princípio, 3600 cruzeiros. Veja o senhor. Eu sou pobre e trabalho para sustentar com dificuldade a minha esposa. Como é que eu ia me parar assim, só para me curar? Resolvi, então, procurar curandeiros. Eles receitavam fervuras de ervas, mas cobravam barato." 

## Crimes
Seu primeiro crime conhecido foi a tentativa de estupro contra uma menor de onze anos no bairro Cerâmica em 1936.
Pouco se sabe sobre os resultados de seus primeiros crimes. Porém acredita-se que tenham sido cometidos em 1937, 1941, 1946, 1951 e 1952, de acordo com a junta de psiquiatras que atendeu seu caso no Manicônio Judiciário de Franco da Rocha. 
No ano de 1937, o jornal Correio Paulistano noticia um julgamento de Benedito por crime sexual:
"Na sessão de ontem do Tribunal do Jury foi julgado o réu Benedito Moreira de Carvalho, acusado de haver abusado de uma menor. Por 5 votos, o Jury condenou o réu a cumprir a pena de prisão de um ano celular".
Após deixar a prisão, tornou-se serrador. Voltou a cometer outra tentativa de estupro em setembro de 1941 na Penha. Preso, foi condenado a dois anos e onze meses de detenção. Retomando a carreira de serrador, sofreu um acidente de trabalho em 1943 e perdeu as falanges de dois dedos da mão esquerda. O terceiro crime conhecido de Carvalho foi o estupro e tentativa de homicídio contra a menor Naomi, ocorrido em julho de 1946. Ao ser preso, apresentou identidade falsa com o nome de Joaquim Moreira de Carvalho. Considerado culpado, foi condenado a uma pena de seis anos de prisão. A pena foi reduzida posteriormente pelo Tribunal de Justiça para três anos e seis meses. Carvalho deixou a prisão em dezembro de 1949.
 

Já no ano de 1951, novamente o jornal Correio Paulistano descreve um ataque de Benedito a uma moça de ascendência japonesa:
"Há mais ou menos três semanas o indivíduo Benedito Moreira de Carvalho, de 42 anos (...) fugiu da cadeia de Mogi das Cruzes onde aguardava julgamento por crime de sedução. Este indivíduo, que não passa de um anormal, desde que fugiu da cadeia postou-se na estrada de Itaquera, onde apanhava meninas que por ali transitavam. Esta situação permaneceu até a manhã de ontem, ocasião em que o anormal pretendeu agarrar a japonesa Dioneko Tanagushi (...). Preso, o anormal foi levado para o Décimo Distrito".
Apesar dessas ocorrências, seu período de maior atividade foi o ano de 1952. Benedito costumava se deslocar para bairros afastados do município de São Paulo e cidades vizinhas, atacando suas vítimas em estradas e ruas ermas situadas em bairros pouco habitados. Na ocasião, a Grande São Paulo ainda tinha baixa ocupação demográfica, com áreas rurais de matagais e chácaras, margeando os bairros centrais da cidade. 
O perfil das vítimas era formado preferencialmente por crianças, adolescentes e jovens adultas desacompanhadas. Benedito abordava suas vítimas convidando-as a ter relações sexuais de forma direta; as mesmas corriam e gritavam, mas rapidamente eram dominadas após entrar em luta corporal com o autor dos crimes.
O modus operandi mais utilizado por Benedito foi o estrangulamento com as mãos ou com uma fina corda que carregava consigo, o que deixava as vítimas desacordadas. Nesse cenário, arrastava-as para matas próximas, forçando atos sexuais (eventualmente com as vítimas já em óbito).
Muitos de seus ataques foram direcionados a meninas e moças de origem japonesa.

### Prisão
Em 1952, mediante o aumento de jovens assassinadas naquele ano e a pressão social para localizar o autor de crimes na região de São Paulo, foi destacada uma equipe de investigadores. Durante as entrevistas com uma das vítimas sobreviventes e com testemunhas vizinhas a outras vítimas, um dos investigadores, Adalberto Kurt, foi apontado como muito semelhante ao suspeito. A partir daí, a equipe fez uma busca nos arquivos policiais das delegacias observando a existência de suspeitos parecidos fisicamente com Adalberto Kurt. Assim, foi localizada a ficha criminal de Benedito, que já contava com três passagens por delitos sexuais.
Em seguida, os investigadores iniciaram uma varredura nas serrarias da cidade e arredores, conseguindo localizar algumas onde Benedito havia realizado trabalhos temporários e mesmo as datas de suas ausências, que, em alguns casos, coincidiam com as datas de alguns crimes.
Após localizado seu real endereço (considerando que Benedito forneceu endereços falsos a seus empregadores), os investigadores montaram campana em frente a sua residência no bairro de Guaiauna. Benedito foi preso no dia 29 de agosto de 1952, aos 43 anos.
Em sua casa, foi encontrada uma lista com quantidade e os locais dos ataques, além de pastas escolares atribuídas a algumas vítimas e uma pequena corda dentro de uma delas.  Além disso, mantinha recortes de jornais sobre a localização de suas vítimas. 
Sua prisão atraiu bastante curiosidade da imprensa, visto que os crimes foram praticados em um curto espaço de tempo (oito meses), despertando alarde na cidade. Além disso, até então desconheciam-se assassinos com tamanho número de mortes. Foram ao todo 8 homicídios confessos por Benedito, além de outros ataques em vítimas que sobreviveram.  
Além disso, sua prisão gerou uma revisão de casos passados, gerando a soltura de suspeitos acusados injustamente por crimes de Benedito.
Durante a investigação dos crimes, o professor-doutor Luiz Lustosa da Silva (1897-1974) da Academia de Polícia do Estado de São Paulo conseguiu comprovar a autoria de Carvalho nos estupros e homicídios através da identificação da arcada dentária (Carvalho chegou a morder algumas de suas vítimas) e das marcas de estrangulamento no pescoço (que denotavam a falta de duas falanges nos dedos de Carvalho).

### Julgamento e condenação
Pouco depois de sua prisão, Benedito foi julgado ininputável por seus crimes, sendo enviado pouco após sua prisão para o Manicômio Judiciário de Franco da Rocha. No Manicômio tornou-se preso exemplar, sendo responsável pelo refeitório. Sua gestão era considerada autoritária pelos demais internos. Em 1975 sofreu um atentado perpetrado pelo preso Armindo Pereira Alves, que o esfaqueou com um canivete. Carvalho sobreviveu ao ataque e passou a ser cada vez mais recluso.
Faleceu em 8 de outubro de 1976, de ataque cardíaco, no refeitório do Manicômio de Franco da Rocha.

## Vítimas
- Lidia Lisboa da Silva, 43 anos (sobrevivente)

Atacada em janeiro de 1952 na estrada de Poá, entrou em luta corporal com Benedito, conseguindo fugir. Reconheceu seu agressor após sua prisão e divulgação de fotografias na imprensa.
- Teresinha Panza, 14 anos

Morta em 26 de fevereiro de 1952, em Diadema.
- Gertrudes Dunzinger, 29 anos

Morta quando voltava para casa depois de descer de um ônibus no distrito de Parelheiros, em 07 de abril de 1952 . Gertrudes era mãe de três filhos, tinha nacionalidade austríaca e não falava português.
- Namiko Suetnuko, 12 anos

Morta em 26 de maio de 1952, no distrito de Fazenda da Juta ou Estrada do Sapopemba. De ascendência japonesa.
- Maria de Lourdes da Silva, 18 anos (sobrevivente)

Atacada na cidade de Guarulhos  Entretanto, sobrevive e mais tarde aponta o agressor como alguém parecido com o investigador Adalberto Kurt, o que intensificou as buscas por suspeitos do mesmo tipo físico.
- Marina da Silva (sobrevivente)

Atacada na cidade de Barueri, em 20 de junho de 1952 . De ascendência japonesa.
- Marcília Oliveira de Souza, 18 anos

Morta em 21 de julho de 1952, no bairro de Parada XV de Novembro.
- Maria Nishigawa, 11 anos[6]

Morta em 02 de agosto de 1952, na cidade de São Bernardo do Campo.
- Menino (iniciais J.P.T.)[12], 8 anos, (sobrevivente)[6]

Atacado em 02 de agosto de 1952, na cidade de São Bernardo do Campo.
- Luisa Marlene dos Santos, 11 anos

Morta em 18 de junho de 1952,  na cidade de Itaquaquecetuba
- Mioko Okuyama, 14 anos

Morta em 21 de agosto de 1952, em Guarulhos. De ascendência japonesa.